# 아티카 동물원
아티카 동물원(그리스어: Αττικό Ζωολογικό Πάρκο)은 그리스 아테네 근교에 자리잡은 20헥타르 규모의 사립 동물원이다. 약 400종 2,000마리의 동물을 전시하며 연중 내내 운영한다. 2000년 5월에 개원하여 현재까지 운영되고 있다. 유럽동물원수족관협회(EAZA)와 유럽수생포유류협회(EAAM)의 회원 동물원이다. 아티카 동물원은 매일 오전 9시부터 오후 6시 30분까지 운영한다.